# Metabolomica

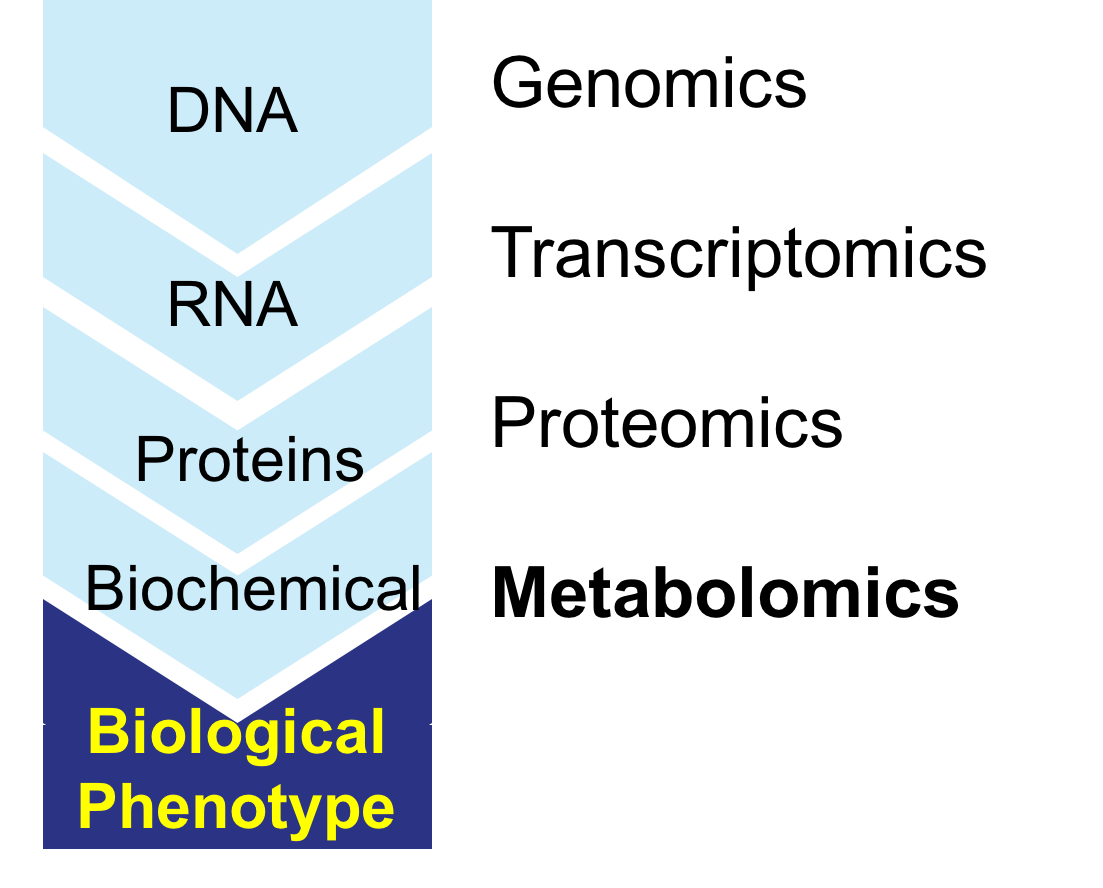

La metabolomica è lo studio sistematico delle uniche impronte chimiche lasciate da specifici processi cellulari - nello specifico, lo studio dei loro profili metabolici a molecole piccole. Il metaboloma rappresenta l'insieme di tutti i metaboliti di un organismo biologico, che sono i prodotti finali della sua espressione genica. E così, mentre i dati dell'espressione genica dell'mRNA e delle analisi proteomiche non spiegano esaurientemente ciò che potrebbe succedere in una cellula, il profilo metabolico può fornire un'istantanea della fisiologia di quella cellula. Una delle sfide della biologia sistemica è di integrare la proteomica, la trascrittomica e le informazioni metabolomiche per avere una visione d'insieme più completa degli organismi viventi.
Anche la parola metabonomica è di uso corrente, in particolare nel contesto di valutazione della tossicità farmacologica. Ci sono alcune discussioni sulle differenze tra 'metabonomica' e 'metabolomica'; in generale viene usato più comunemente il termine 'metabolomica'. La differenza tra i due termini non è collegata alla scelta di una piattaforma analitica: sebbene la metabonomica sia più associata alla spettroscopia dell'NMR e la metabolomica con le tecniche a base spettrometrica, è semplicemente per via degli usi tra gruppi diversi che questi termini sono diventati di uso comune. Mentre non c'è ancora nessun accordo, è sempre più in crescita il consenso che sostiene che le differenze risiedano nel fatto che 'metabolomica' metta maggiore enfasi sul profilo metabolico comprensivo, mentre 'metabonomica' viene usato per descrivere modifiche metaboliche causate da una perturbazione biologica. (In pratica c'è ancora un ampio grado di sovrapposizione nell'utilizzo dei termini e spesso sono usati come sinonimi).

## Storia
La metabolomica è stata ideata nel 1970 da Arthur B. Robinson mentre lavorava come assistente del dipartimento di chimica all'Università della California di San Diego. Robinson stava facendo ricerche su un'idea di Linus Pauling che si domandava se la variabilità biologica potesse essere spiegata sulla base di differenze molto più ampie di requisiti nutrizionali di quanto fosse generalmente riconosciuto. Analizzando i modelli cromatografici "confusi" di urina di soggetti a cui era stata somministrata la Vitamina B6, Robinson si rese conto che centinaia o migliaia di costituenti chimici nell'urina contenevano informazioni molto utili.
Sebbene non fosse chiamata metabolomica, il primo elaborato su questo tema era intitolato “Quantitative Analysis of Urine Vapor and Breath by Gas-Liquid Partition Chromatography”, di Robinson e Pauling nel 1971 e pubblicato nella rivista Proceedings of the National Academy of Sciences. Da allora Robinson ha fatto pubblicare altri diciannove elaborati sui modelli quantitativi sugli umori corporei (vedi sotto). Robinson e i suoi colleghi hanno identificato diverse malattie, condizioni ed età fisiologica basate su questi dati. Si aspettava che l'analisi dei fluidi corporei potesse essere ottimizzata per farne uno strumento di misurazione a basso costo, importante dal punto di vista medico e ricco di informazioni per misurare modifiche guidate dal metabolismo nello stato funzionale, anche quando i costituenti chimici sono tutti nell'“intervallo normale”.
L'idea centrale concepita da Robinson era che i dati ricchi di informazioni che riflettono lo stato funzionale di un sistema biologico complesso risiede nel modello quantitativo e qualitativo dei metaboliti nei fluidi corporei. Venti anni dopo altri iniziarono a capire il valore di questo approccio e l'interesse in materia venne sollevato. La stessa metabolomica venne coniata negli anni '90 (il primo elaborato che usa la parola metaboloma è di Oliver, S.G., Winson, M. K., Kell, D. B. & Baganz, F. (1998). Molti dei metodi bioanalitici usati per la metabolomica sono stati adattati (o in alcuni casi semplicemente adottati) dalle tecniche biochimiche esistenti. Due caratteristiche che accomunano la ricerca metabolomica sono:
1. I metaboliti sono descritti senza pregiudizi nei confronti di uno specifico metabolita o gruppo di metaboliti
2. Le relazioni tra i metaboliti sono caratterizzate al momento principalmente da metodi a variante multipla.

## Tecniche separative: metodi di separazione
Ci sono due tematiche che si rivolgono all'analisi metabolitica: 1. separazione degli analiti, di solito tramite cromatografia. Anche l'elettroforesi viene utilizzata, in particolare quella capillare. 2. Rilevazione degli analiti, in seguito a separazione tramite cromatografia o altri metodi.
- La Gascromatografia (GC), in modo particolare se accoppiata alla spettrometria di massa (GC-MS), è una delle tecniche più in uso e più potenti. Offre una risoluzione cromatografica molto alta ma richiede una derivatizzazione chimica per molte molecole biologiche: solo elementi chimici volatili possono essere analizzate senza derivatizzazione. (Alcuni strumenti moderni consentono una cromatografia bidimensionale, permettendo la possibilità di utilizzare una colonna polare corta con la colonna analitica principale, che aumenta ulteriormente la risoluzione.) Alcuni metaboliti grandi e polari non possono essere analizzati dalla GC.
- Cromatografia liquida ad alta prestazione (HPLC). Rispetto alla GC, la HPLC ha una risoluzione cromatografica minore ma ha come vantaggio una gamma molto più ampia di analiti che possono essere potenzialmente misurati.
- Elettroforesi capillare (CE). Finora è presente solo un numero relativamente basso di pubblicazioni sull'uso di CE per la stesura di profili metabolitici. Questo cambierà senza alcun dubbio, poiché vi sono molti vantaggi grazie alla CE: ha un'efficienza di separazione teoretica più alta rispetto alla HPLC, ed è adatta all'uso con una gamma più ampia di classi metabolitici della GC. Per quanto riguarda tutte le tecniche elettroforetiche, è la più appropriata per le analiti carichi.